# اولشنیتسه (ناحیه هرادتس کرالووه)
اولشنیتسه (به چکی: Olešnice) یک منطقهٔ مسکونی در جمهوری چک است که در ناحیه هرادتس کرالووه واقع شده‌است. اولشنیتسه ۳۱۹ نفر جمعیت دارد.